# پادشاهی گشتاسپ
«پادشاهی گشتاسپ» چهاردهمین داستانِ پادشاهان و پنجمین پادشاهی کیان در شاهنامهٔ فردوسی است که دورانِ صدوبیست‌سالهٔ پادشاهیِ گشتاسپ را داستان می‌کند.
در حماسه فردوسی گشتاسب شاهی خودکامه و ستمگر است که نمی‌تواند از ایران در برابر تاخت و تاز تورانیان مراقبت کند و به سیستان می‌گریزد. این‌گونه که پیداست دو روایت دربارهٔ گشتاسب‌شاه در دست بوده‌است. یکی روایت ظهور زرتشت (آذر برزین‌مهر و سرو کشمر) و دیگری روایتی از زندگی و کارکرد گشتاسب در میان مردم ایران؛ همین روایت دوم است که در شاهنامه بازتاب یافته‌است. در منابع قدیمی، آبادسازی منطقه تالش گشتاسبی را به گشتاسب‌شاه نسبت داده‌اند.
| پس، آزاده گشتاسب برشد به گاه |  | فرستاد، هر سو به کشور، سپاه   |
| پراگند، گرد جهان، موبدان     |  | به آیین، نهاد آذرِ گنبدان      |
| نخست آذر مهر برزین نهاد      |  | به کشور، نگر تا چه آیین نهاد! |
| یکی سرو آزاد بود، از بهشت    |  | به پیش در آذر اندر، بکشت      |
| نسبتش بر آن زاد سرو سهی      |  | که پذرفت گشتاسب دین بهی       |
| فرستاد هر سو به کشور پیام    |  | که چون سرو کشمر به گیتی کدام  |
| زمینو فرستاد زی من خدای      |  | مرا گفت از اینجا به مینو برآی |
| کنون هر که این پند من بشنوید |  | پیاده سوی سرو کشمر روید       |

گشتاسپ در جوانی و زمانی‌که هنوز لهراسپ بر مسند قدرت تکیه زده بود بسیار روابط لجوجانه‌ای با پدر داشت و انتظارش این بود که پدر منصب شاهانه‌ای به وی اهدا نماید که در خور شأن او باشد. اما لهراسپ واهمه داشت و می‌گفت که نصایح کیخسرو اینست:
| به گشتاسپ گفت ای پسر گوش‌دار |  | که تندی نه خوب آید از شهریار |
| چو اندرز کیخسرو آرم به یاد  |  | تو بشنو، نگر سر نپیچی ز داد  |
| مرا گفت بیدادگر شهریار      |  | یکی خو بود پیش باغ بهار      |
| که چون آب یابد به نیرو شود  |  | همه باغ ازو پر ز آهو شود     |

زمانی‌که گشتاسپ با قهر از پایتخت با سیصد سوار خود شبانه و پنهانی خارج شد هنور از مرز کشور خارج نشده بود که برادرش زریر او را برگرداند و منصب دلخواه او را از جانب پدر وعده داد امّا موقعی‌که بازگشت اوضاع را بر وفق مراد ندید دوباره این بار تنها از پارس گریخت. مقصد قبلی کشور کابل بود ولی این‌بار مقصدش کشور روم شد. ناراحتی گشتاسپ از پدر ارادت او به کاووسیان و وزریری بود که ظاهراً الهام دهنده به لهراسپ بود احتمالاً آن شخص باید جاماسپ باشد. گشتاسپ لباس رزم یا لباسی که مناسب سفر باشد پوشید و کلاه خئودش را بر سر نهاد حکیم طوس یک ویژگی تاریخی در باب‌البسهٔ گشتاسپ بیان می‌فرماید که تا قرون اسلامی و بعد از آن رسم همه سرداران بود او می‌گوید کلاه گشتاسپ مزیّن به پر هما بود:
| شب تیره شبدیز لهراسپی |  | بیاورد با زین گشتاسپی    |
| بپوشید زربفت رومی قبا |  | ز تاج اندر آویخت پرّ همای |

شاید این رسم ارزانیان بوده که گشتاسپ اصالت خویش را به آن قوم و تمدن ربط می‌داد باری به هر جهت گشتاسپ به لب رود مرزی سید که در آنسوی رود رودبانی هیشو نام او را پرسید و به چه منظور می‌خواهد از مرز بگذرد، آیا برای جنگ است یا اقامت. گشتاسپ سلام و درود فرستاد و گفت دبیر است و می‌خواهد با قایق به آنسوی رود اگر یاری نمایی هدیه‌خواهی گرفت. پس از عبور از رود آوراگی گشتاسپ شروع شد چون در کشور بیگانه او دیگر جانشین سلطنت نبود بلکه به مسکین‌نان شباهت داشت. آوارگی گشتاسپ در ارض روم از همین‌جا شروع شد ظاهراً اگر اندوخته‌ای هم داشت هیشو ازاو گرفت و باید کاری پیدا می‌کرد.
ابتدا نزد دبیران قیصر رفت و خواست کاری به وی سپارند امّا از روی حسادت یکی از دبیران گفت ما خود نیز اینجا اضافه هستیم. وقتی از اشتغال دبیری در دربار روم نامید برگشت تصمیم گرفت هرکاری که باشد انجام دهد لذا سراغ چوپان قیصر رفت او هم جوابش نمود آنگاه به ساربان شهر رو زد تا شتربانی کند ولی ساربان نیز نپذیرفت به سراغ آهنگر شهر روم رفت و چندی با جیره غوت‌لایموت کار کرد. روزی آهنگر قطعه سنگی داد تا سرخ نموده آهنش کند، گشتاسپ با مهارتی که کسب کرده بود سنگ را در کوره گذاشت سرخ شد روی سندان آورد چنان ضربه‌ای کوفت که سنگ متلاشی شد و آهنگر او را بدین زور و باوز مناسب کارش ندید، جوابش کرد.
گشتاسپ ناامید و گرسنه زیر درخت تنومند برکه‌ای میان شهر و روستای نزدیک شهر رفت غمگین و افسرده به آینده مبهم خویش فکر می‌کرد. دهقانی هنگام گذر اشک‌های گشتاسپ را دیده نزد او آمد به خانه یا مزرعه‌اش دعوت کرد و بسیار از او پذیرایی نمود. هنگام معارفه یکدیگر دهقان اصل و نسبش را از فریدون می‌دانست بدینگونه مدتی در پیش دهقان آسوده کمک حال دهقان شد ولی شکار را نیز فراموش نکرد.

## فرخ‌زاد که بود

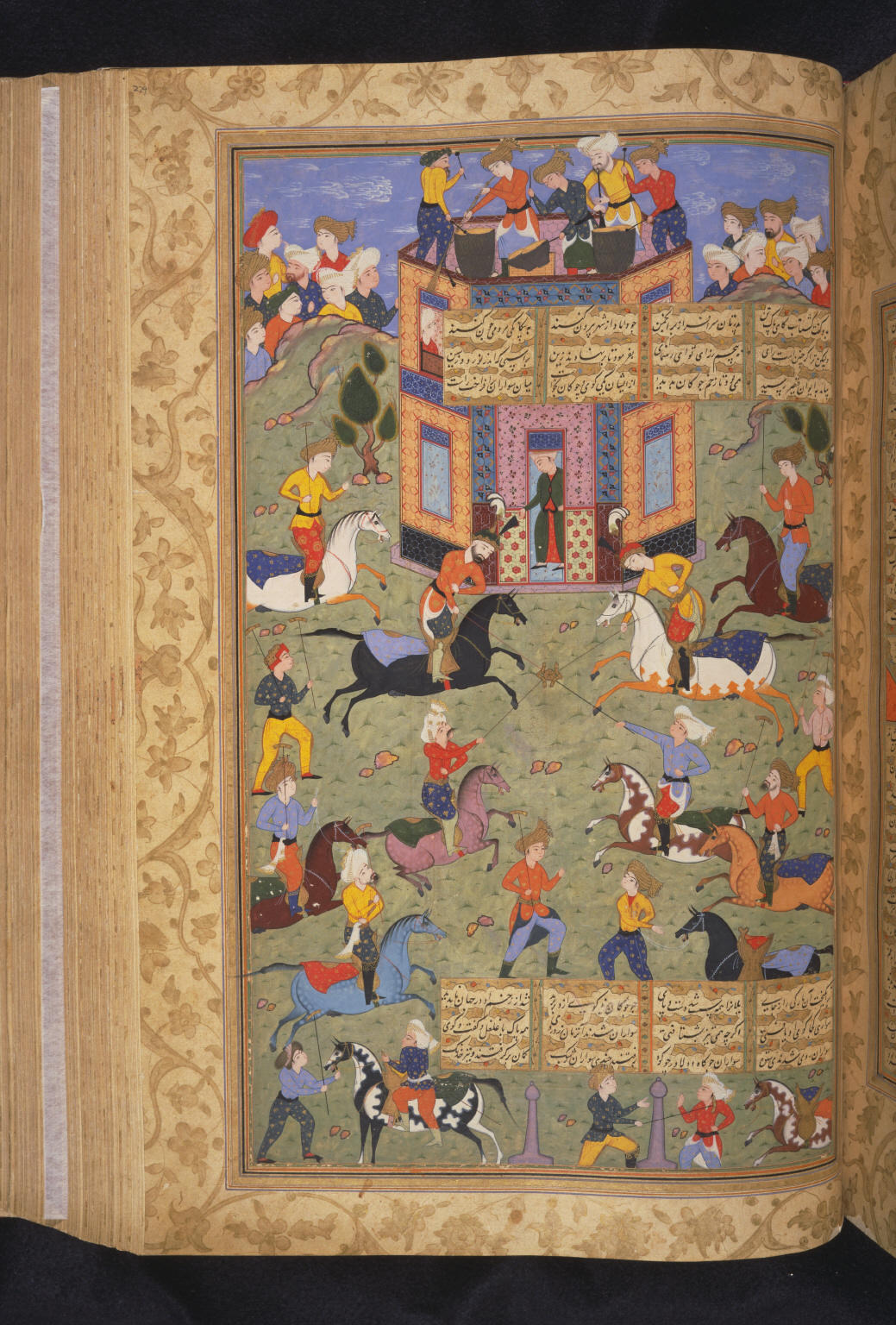
هنر نمودن گشتاسب در روم و چوگان باختن او در برابر قیصر

همچنانی‌که گشتاسپ مشغول فعالیت روزمره نزد دهقان بود از سوی دیگر قصیر روم برای دختر بزرگش دنبال شوی مناسب بود به همین جهت در تالار قصر جویندگان وصلت با دختر قیصر در تالار گرد آمده بودند تا کتایون از ایشان یکی را برگزیند. امّا او از میان جمع شوهری مناسب برای خود نیافت لذا قیصر اعلان عمومی کرد ه تا هرکسی که می‌تواند در مجلس نامزدی حاضر شود. دهقان که در شهر بود چنین اعلامیه‌ای شنیده وقتی به مزرعه آمد به گشتاسپ گفت تو چرا در چنین مجلس نحاضر نشوی اینک حاضر شو با هم به میدان قصر برویم. گشتاسپ بیدرنک آماده شد و هنگام ورود مانند غریبه‌ها در گوشه‌ای لابه‌لای جماعت ناظر صحنه شد. کتایون از همه سان دید و داشت ناامید می‌شد که در گوشه‌ای گشتاسپ را دید مانند بی‌کسان صحنه را تماشا می‌کرد، آنگاه کتایون او را طلبید و نامزد خویش نمود او را نزد قیصر آورد ولی قیصر از اینکه دخترش مردی بی‌نام و نشان را برگزیده هر دو را از قصر راند.
آنها نزد مرد دهقان به زندگی فقیرانهٔ خود ادامه دادند ولی قصیر سه دختر داشت و آن دو نیز مستعد شوی برای خویش بودند اما قیصر منبعد برای دختران شرط گذاشت تا هر بی‌نام و نشانی جرأت ازدواج با دخترانش ننماید. زمانی‌که میرین یکی از اشراف روم از دختر دوم خواستگاری نمود شرط قیصر این شد گرگی تنومند که راه را بر مردمان دیگر نواحی در کوه سقیلا بسته، نابود سازد. اما میرین اهل این حرف‌ها نبود ولی شنیده بود کسی هست شمشیر سلم را بر کمر بسته که می‌تواند از عهدهٔ این کار بر آید تا کشتن گرگ به نام میرین پایان پذیرد. گشتاسپ را از طریق هیشوی یافت و گشتاسپ گرگ را به اسم میرین کشت و میرین توانست دل‌آرام دختر دوم قیصر را به عقد خویش درآورد.
بار دیگر اهرن نامی دختر سوم قیصر را خواستگاری نمود اما شرط شد اژدهایی را در بیشه فاسقون بکشد. اهرن نیز به طریقی اژدها را بدست گشتاسپ کشت و داماد سوم قیصر شد. قیصر به مناسبت رهایی مردم روم از چنگال گرگ و اژدها جشنی ترتیب داد تا از دو داماد خویش قدردانی کرده باشد. اما کتایون از گشتاسپ خواست تا در میدان چوگان حاضر شده و خودی نشان دهد که گشتاسپ در بازی چوگان فوق‌العاده مورد نظر قیصر قرار گرفت و قیصر خواست تا او را نزدش ببرند. رفتن همان و آشکار شدن بانی همه وقایع اخیر همان. قصیر چون این‌گونه دید خواست تا از او بیشتر بداند به همین خاطر نزد دخترش کتایون رفت از او پرسید که شوهرش چگونه مردیست از کجا آمده نژادش به کیست. کتایون کفت پرسیده‌ام هر بار جوابی دگرگونه داده فقط خویش را فرخ‌زاد می‌نامد جز این بیشتر نمی‌گوید. از آن به بعد قیصر بر خود می‌بالید که چنین پهلوانی داماد اوست بنابراین جسور شد به کشورهای همسایه اعلان پرداخت باج و خراج به روم نمود و نخست کشور خزر که الیاس حاکم آنجا بود فرمان را دریافت کرد. الیاس چون سابقه باج به روم را در تاریخ کشورش ندیده بود جواب قاطعی به سفیر قیصر داد و گفت چندان به فرخ‌زاد دل نبندد که در جنگ هلاک خواهد شد. قیصر پاسخ الیاس را به گشتاسپ (فرخ‌زاد) گوشزد کرد و گشتاسپ چنین گفت که دو داماد کوچکترت میرین و اهرن را از مرز خزر بازخوان چون امید به همراهی ایشان ندارم آنگاه اعلان جنگ به الیاس نما. توصیه گشتاسپ انجام پذیرفت متعاقب آن جنگی بین الیاس و فرخ‌زاد درگرفت هنگام نبرد الیاس خواست تا فرخ‌زاد را با وعده بسوی خود کشاند و به قیصر پشت نماید امّا موفق نشد و الیاس بدست فرخ‌زاد هلاک و خاک خزر ضمیمه روم گشت.
آوازه فرخ‌زاد پهلوان رومی از مرزهای روم و خزر فراتر رفت و به ایران لهراسپی نیز رسید. پیکی برای اعلان اخذباج از ایران به دربار لهراسپ آمد و موضوع در جلسه‌ای متشکل از بزرگان مطرح شد و قالوس سفیر روم چندی بماند تا جواب گیرد. لهراسپ زریر را فرا خواند و از جسارت تازه رومیان گفت و آشکار شد پهلوانی فرخ‌زاد نام دربار روم ظاهر گشته که خزر را نیز بتازگی برای قیصر فتح نموده‌است. فردای آن شب لهراسپ قالوس‌رومی را نزد خویش فرا خواند و از او خواست تا راست بگوید قضیه باج خواهی رومیان که سابقه نداشت سببش چیست. قالوس گفت پادشاه ایران آگاه باشد قصیر یمردی را یافته که تمام جنگجویان زمین را هنگام نبرد به سخره می‌گیرد و هماوردی در جهان ندارد. آنگاه لهراسپ گفت این مرد که می‌گویی آیا شباهتی به مردمان دارد و قالوس گفت فقط زریر است که بسیار شبیه فرخ‌زاد است. لهراسپ دانست آن پهلوان حتماً پسرش گشتاسپ است مکتوبی به قالوس داد تا نزد قیصر برد و گفت که باج ایران متعاقباً ارسال خواهد شد.